# Selliguea ceratophylla
Selliguea ceratophylla là một loài thực vật có mạch trong họ Polypodiaceae. Loài này được (Copel.) Hovenkamp miêu tả khoa học đầu tiên năm 1998.